# علم القانون
علم القانون يعد من العلوم الاجتماعية الإنسانية. يهدف إلى تنظيم سلوك الأفراد في المجتمع.

## تعريف علم القانون
كلمة القانون تعود إلى أصول غير عربية، لكنها استقرت كمفهوم بلغة العرب. فهي تعني الطريق والمقياس، فقانون كل شيء هو طريقه ومقياسه وانتقلت إلى العربية من الفارسية التي تستعملها لتصف الشيء بالاستقامة وعدم الاعوجاج على راي البعض، اما البعض الآخر فيرجع أصولها إلى اليونانية من كلمة kanun التي تعني العصا المستقيمة.
علم القانون يتمثل في علم القانون الوضعي علم التشريع والعلوم المنتسبة للقانون علوم قديمة (تاريخ القانون –القانون المقارن وحديثة علم الاجتماع القانوني وعلم الانطولوجيا القانونية وعلم النفس القانوني وعلم اللغة القانونية والتحليل الاقتصادي للقانون).
المعنى الواسع لعلم القانون هو أعمال رجال القانون، وهي مرادفة للدوجماطيقية (الاعتقاد الجازم والمطلق) القانونية، القانون ليس موضوع علم بل هو نفسه علم، ويؤكد الرأي المتقدم صرفية القانون كعلم من العلوم أسوة بعلوم الطبيعة الأخرى. أما المعنى الضيق لعلم القانون هو تعبير (علم القانون) الذي استخدم لتمييز علم القانون للقانون نفسه.

## تاريخ علم القانون
يعد علم القانون أحد العناصر الرئيسية في القانون المدني التقليدي (بعد القانون الروماني والقانون الكنسي والقانون التجاري وإرث الفترة الثورية). والعلوم القانونية هي من ابتكار علماء القانون الألمان في منتصف القرن التاسع عشر وأواخره، ونتيجة تطورات أفكار فريدريش كارل فون سافيني. لقد رأى سافيني أن التقنين الألماني لا ينبغي أن يتبع تفكير القانون الطبيعي العلماني والعقلاني كما هو في التقنين الفرنسي، لكن يجب أن يستند إلى مبادئ القانون التي كانت سارية المفعول تاريخيًا في ألمانيا. يشار إليها باسم "Rechtswissenschaften" أو "Rechtswissenschaft" في الألمانية.

### تطور علم القانون
لقد مر علم القانون بعدة مراحل وهي:

#### أ. عصر القوة (الانتقام الفردى)
ففي عصر القوة، أو عصر القضاء الخاص كما يسمى أحياناً، لم يكن هناك قانون بالمعنى المفهوم لنا الآن، وإنما مجموعة تقاليد غريزية أو مجرد إحساس أو شعور بوجود حقوق للأفراد وواجبات عليهم، والمظهر الخارجي لهذا الإحساس وتلك التقاليد هو استعمال القوة. ومن هنا كان الأساس في العلاقات أن “القوة تنشئ الحق وتحميه” .

#### ب. عصر التقاليد الدينية
لم يستمر عصر القوة طويلا بعدما لمس الإنسان بتجربته أن الالتجاء إلى القوة لفض ما يثور من منازعات ينتهي بالمجتمع إلى الفوضى والاضطراب. ومن هنا ظهر عصر التقاليد الدينية، وتغير مع ظهوره مفهوم القانون الذي انتقل من الانتقام الفردي إلى القواعد والأحكام الإلهية التي كان ينشرها رجال الدين داخل المجتمع. وقد ظهر القانون على هذه الصورة في بداية الأمر في بلاد النيل وبلاد ما بين النهرين، خصوصا بعدما بدأ اعتماد الإنسان على الزراعة، ثم انتشرت هذه الصورة بعد ذلك واستقرت في جميع الأرجاء المعمورة حتى اهتدت الشعوب إلى الكتابة.

#### ج. عصر التدوين
ومع اهتداء الإنسان إلى الكتابة، اتجهت الشعوب إلى تدوين أحكامها الإلهية وتقاليدها العرفية التي استقرت على مر العصور، وقد نتج عن ذلك ظهور المدونات القانونية التي أمكن نشرها بين الناس حتى يعلموا بها ويعملوا بمقتضاها. ويؤكد العلماء أنه بالرغم من الأهمية البالغة للكتابة ودورها في بلورة القواعد القانونية في صورتها الحديثة، إلا أنها في واقع الأمر لا تمثل مرحلة جديدة في نشأة القانون بقدر ما تمثل استمرار لمرحلة سابقة هي مرحلة الأحكام الإلهية والتقاليد العرفية، فكل ما هنالك أن الكتابة قد ساعدت على تسجيل ما هو قائم.
وأما في العصر الحديث، فقد تشعبت فروع القانون كنتيجة طبيعية لتشعب العلاقات بين الأفراد وتطورها بصورة سريعة، كما تباينت الاتجاهات القانونية التي لم تتخذ منهجا موحداٌ في طريقة تنظيمها للقواعد التي تحكم سلوك الأفراد: إذ يوجد الاتجاه الأنجلوسكسوني الني يهتم في المقام الأول بالنواحي الاقتصادية في علاقات الأفراد، وهو مطبق حاليا في دول الشريعة العامة (common law) كالولايات المتحدة الأمريكية، وإنجلترا، وكندا، وغيرهم من الدول الناطقة بالانجليزية.
كما يوجد الاتجاه اللاتيني الذي لا يهتم بالنواحي المالية والاقتصادية بقدر اهتمامه بأطراف العلاقة التي يحكمها القانون، وهو مطبق حاليا في فرنسا، وبلجيكا، وأسبانيا، وايطاليا، ومعظم البلدان العربية ومن بينها مصر.
كذلك يوجد الاتجاه الإسلامي المطبق حاليأ في المملكة العربية السعودية وايران وباكستان وبعض الدول الإسلامية.

## علاقة علم القانون بالعلوم الأخرى
يتصل علم القانون بالعديد من العلوم الاجتماعية الأخرى، ومنها

### علاقة علم القانون بعلم النفس
يهتم علم النفس بدراسة وتحليل السلوكيات الفردية والاجتماعية، والانفعالات التي تجري داخل النفس الإنسانية، ويدخل في تحديد سلوكيات الإنسان البحث في النية، ويعد علم النفس علماً نظرياً وتوجيهياً. في حين يختلف عنه علم القانون في أنه علم عملي، إلا أن علم القانون يحتاج إلى علم النفس في ضبط وتحديد النيات الإنسانية.

### علاقة علم القانون بعلم التاريخ
يهتم علم التاريخ بربط الأحداث بأزمانها، وعلاقة القانون بعلم التاريخ قوية من جهة أن العلاقات الاجتماعية الحاضرة والتي يعالجها القانون هي في الواقع لها صلة بالماضي. وبالتالي تعد الدراسات التاريخية ذات أهمية كبيرة في تفهم وتفسير قواعد القانون وتطورها المستمر تبعاً لتطور الحياة الاقتصادية والاجتماعية والسياسية، إذ تكشف لنا مثل هذه الدراسات التاريخية عن الأسباب والعوامل التي أدت إلى ظهور هذه القواعد القانونية وسبب تطورها. والفرق بين علم التاريخ وعلم القانون يتمثل في أن علم التاريخ يهتم في الماضي أما علم القانون فإنه يهتم بالحاضر والمستقبل.

### علاقة علم القانون بعلم الاقتصاد
يهتم علم الاقتصاد في البحث عن أفضل الوسائل لاستغلال الموارد المتاحة، ويعد علم الاقتصاد علماً توجيهياً، وتظهر الصلة من خلال اعتبار القانون هو الوسيلة التي ينظم بها النشاط الاقتصادي. وبالتالي، تتعدد القواعد القانونية بتعدد الأنشطة الاقتصادية سواء على الصعيد المحلي أو الدولي

### علاقة علم القانون بعلم الاجتماع
علم الاجتماع يهتم بدارسة الظواهر الاجتماعية، مثل ظاهرة الزواج أو الطلاق، لذا فان وضع الدراسات الاجتماعية التي تصف حال المجتمع في زمن معين يسهل على المشرع التعرف إلى الظواهر الاجتماعية المختلفة، ووضع القواعد القانونية المناسبة لها بشكل يضمن تناسب القاعدة القانونية والظاهرة الاجتماعية. ويعد علم الاجتماع علماً تقريرياً بينما علم القانون يعد علماً تقريرياً وتوجيهياً.

### علاقة علم القانون بعلم السياسة
يظهر هذا من أن القانون دائماً يعكس الحركة السياسية السائدة في المجتمع، ويتبنى فكرها كأداة لتنظيم سلوك الأفراد، وهذا ينعكس على طريقة تفسير القانون بشكل يتفق وهذه السياسة السائدة.

### علاقة علم القانون بعلم الطب
علم الطب هو البحث عن الأمراض وأساليب معالجتها، ويحتاج علم القانون إلى علم الطب في كثير من المواضيع. فمثلاً في مجال تطبيق قانون العقوبات، يحتاج القاضي إلى التقرير الطبي النهائي حتى يتمكن من تطبيق نصوص القانون المتعلقة بالإيذاء، كما يحتاج القاضي المدني إلى علم الطب لتحديد مقدار الضرر الجسمي والنفسي الذي يصيب الإنسان ليتمكن من الحكم بالتعويض، وأيضاً فإن للطب دوراً كبيراً في مجال الأدلة الجنائية والتي عبرها تُصدر الأحكام القضائية.

## كتب
- قاموس بلاكس لو، الطبعة السابعة المختصرة، بريان أ.جارنر
- Sabino Cassese ، Recensione a JH Merryman، "The Italian Style، Doctrine، Law، Interpretation"، in “Stanford Law Review”، 1965–66، in “Rivista trimestrale di diritto pubblico”، 1966، n. 2، ص. 419-424.

## روابط خارجية
- "علم" العلوم القانونية: نموذج العلوم الطبيعية في التعليم القانوني الأمريكي في القرن التاسع عشر